# Souper Ligka Ellada 2009-2010
La Souper Ligka Ellada 2009-2010 fu la 74ª edizione della massima serie del campionato di calcio greco disputata tra il 22 agosto 2009 e il 11 aprile 2010 e conclusa con la vittoria del Panathīnaïkos, al suo ventesimo titolo.

## Formula
Come nella stagione precedente le squadre partecipanti furono sedici e disputarono un girone di andata e ritorno per un totale di 30 partite. Il punteggio prevedeva tre punti per la vittoria, uno per il pareggio e nessuno per la sconfitta. Le ultime tre classificate furono retrocesse in Beta Ethniki, mentre le squadre ammesse alle coppe europee furono cinque: i campioni alla fase a gironi della UEFA Champions League 2010-2011, mentre per l'altro posto disponibile in Champions League e i tre per la UEFA Europa League 2010-2011 fu disputato un girone, al quale parteciparono le squadre classificate dal secondo al quinto posto, che giocarono un totale di sei partite. La vincitrice di questo girone si qualificò alla Champions League e le altre alla UEFA Europa League.

## Squadre partecipanti

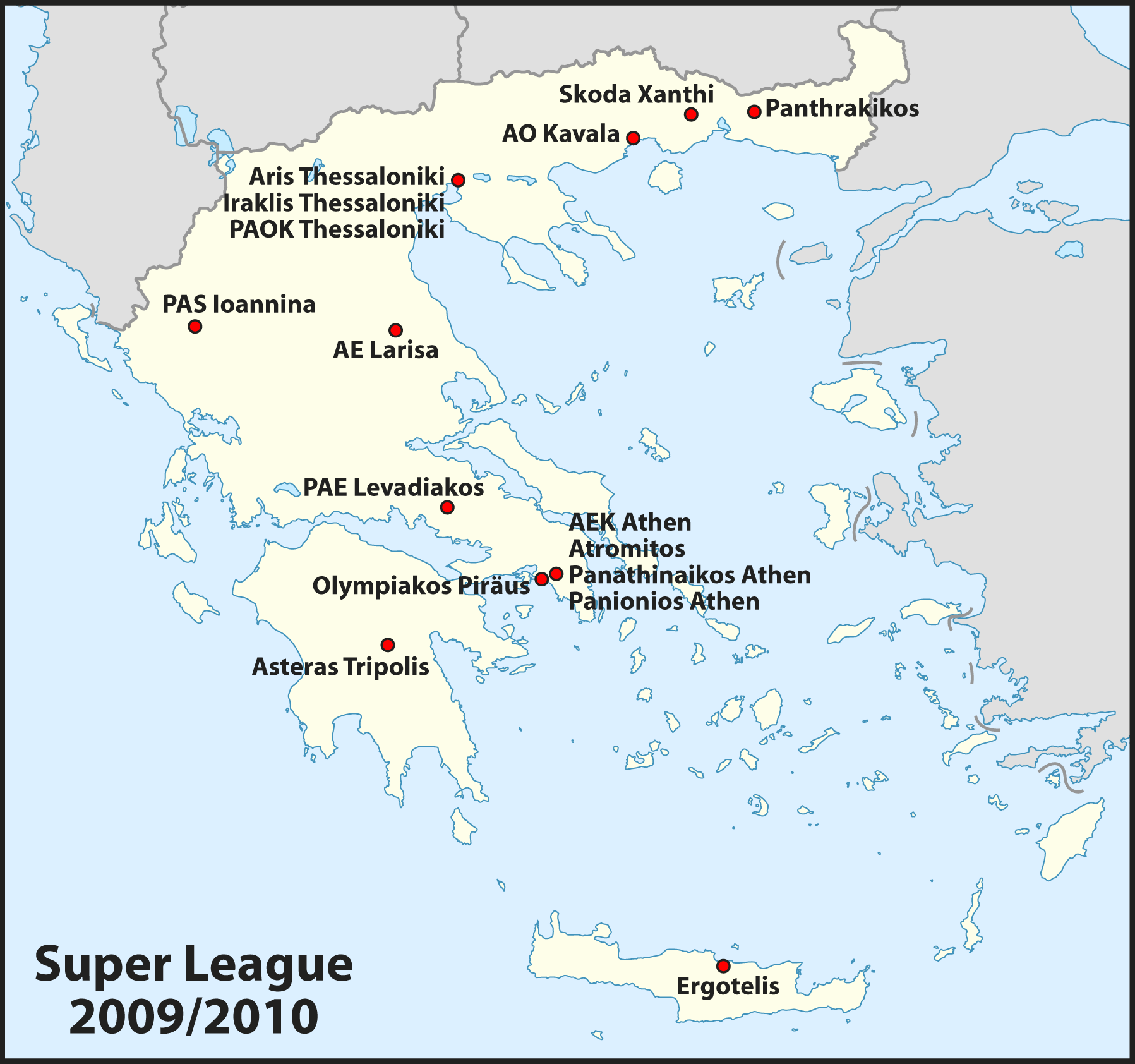
Distribuzione geografica delle squadre della Super League 2009-2010

| Squadra          | Città      | Stadio | Stagione 2008-2009 |
| ---------------- | ---------- | ------ | ------------------ |
| AEK Atene        | Atene      |        | 4°                 |
| Arīs Salonicco   | Salonicco  |        | 6°                 |
| Asteras Tripolīs | Tripoli    |        | 10°                |
| Atromītos        | Peristeri  |        | Beta Ethniki       |
| Ergotelīs        | Candia     |        | 9°                 |
| Īraklīs          | Salonicco  |        | 12°                |
| Kavala           | Kavala     |        | Beta Ethniki       |
| Larissa          | Larissa    |        | 5°                 |
| Levadeiakos      | Livadia    |        | 13°                |
| Olympiacos       | Il Pireo   |        | Campione di Grecia |
| Panathīnaïkos    | Atene      |        | 3°                 |
| Paniōnios        | Nea Smyrnī |        | 8°                 |
| Panthrakikos     | Komotini   |        | 11°                |
| PAOK             | Salonicco  |        | 2°                 |
| PAS Giannina     | Giannina   |        | Beta Ethniki       |
| Skoda Xanthī     | Xanthi     |        | 7°                 |

## Classifica finale
|  | Pos. | Squadra          | Pt | G  | V  | N  | P  | GF | GS | DR  |
|  | ---- | ---------------- | -- | -- | -- | -- | -- | -- | -- | --- |
|  | 1.   | Panathīnaïkos    | 70 | 30 | 22 | 4  | 4  | 54 | 17 | +37 |
|  | 2.   | Olympiacos       | 64 | 30 | 19 | 7  | 4  | 47 | 18 | +29 |
|  | 3.   | PAOK             | 62 | 30 | 19 | 5  | 6  | 41 | 16 | +25 |
|  | 4.   | AEK Atene        | 53 | 30 | 15 | 8  | 7  | 43 | 31 | +12 |
|  | 5.   | Arīs Salonicco   | 46 | 30 | 12 | 10 | 8  | 35 | 28 | +7  |
|  | 6.   | Kavala           | 39 | 30 | 10 | 9  | 11 | 31 | 32 | -1  |
|  | 7.   | Atromītos        | 38 | 30 | 10 | 8  | 12 | 34 | 36 | -2  |
|  | 8.   | Larissa          | 37 | 30 | 10 | 7  | 13 | 31 | 42 | -11 |
|  | 9.   | Paniōnios        | 37 | 30 | 9  | 10 | 11 | 34 | 35 | -1  |
|  | 10.  | Īraklīs          | 37 | 30 | 10 | 7  | 13 | 39 | 41 | -2  |
|  | 11.  | Ergotelīs        | 36 | 30 | 9  | 9  | 12 | 37 | 41 | -4  |
|  | 12.  | Asteras Tripolīs | 36 | 30 | 10 | 6  | 14 | 29 | 36 | -7  |
|  | 13.  | Skoda Xanthī     | 35 | 30 | 10 | 5  | 15 | 27 | 36 | -9  |
|  | 14.  | Levadeiakos      | 34 | 30 | 9  | 7  | 14 | 31 | 44 | -13 |
|  | 15.  | PAS Giannina     | 28 | 30 | 7  | 7  | 16 | 27 | 46 | -19 |
|  | 16.  | Panthrakikos     | 12 | 30 | 3  | 3  | 24 | 21 | 62 | -41 |

Legenda:

      Campione di Grecia e ammesso alla UEFA Champions League
      Ammesso ai play-off
      Retrocesso in Football League
Note:

Tre punti a vittoria, uno a pareggio, zero a sconfitta.

### Play-off
Per la qualificazione alle coppe europee furono disputati i play-off: le classificate dalla seconda alla quinta posizione giocarono in un girone all'italiana con partite di andata e ritorno. La vincente si qualificò in Champions League mentre le altre tre squadre in UEFA Europa League. In base alla classifica della stagione regolare le squadre ottennero un bonus di punti.
- Olympiakos Pireo +4
- PAOK Salonicco +3
- AEK Atene +1
- Aris Salonicco +0

|  | Pos. | Squadra        | Pt | G | V | N | P | GF | GS | DR |
|  | ---- | -------------- | -- | - | - | - | - | -- | -- | -- |
|  | 1.   | PAOK           | 16 | 6 | 4 | 1 | 1 | 7  | 3  | +4 |
|  | 2.   | AEK Atene      | 9  | 6 | 2 | 2 | 2 | 8  | 7  | +1 |
|  | 3.   | Arīs Salonicco | 8  | 6 | 2 | 2 | 2 | 8  | 9  | -1 |
|  | 4.   | Olympiacos     | 8  | 6 | 1 | 1 | 4 | 3  | 7  | -4 |

Legenda:

      Ammesso alla UEFA Champions League
      Ammesso alla UEFA Europa League
Note:

Tre punti a vittoria, uno a pareggio, zero a sconfitta.
AEK Atene +1 punti
PAOK Salonicco +3 punti
Olympiacos Pireo +4 punti

### Verdetti
- Calcio Panathinaikos campione di Grecia e qualificato alla UEFA Champions League
- PAOK Salonicco qualificato alla UEFA Champions League.
- AEK Atene, Aris Salonicco e Olympiakos Pireo qualificati in UEFA Europa League
- Levadiakos, PAS Giannina e Panthrakikos retrocessi in Football League.

## Record
- Maggior numero di vittorie:  Panathīnaïkos (22)
- Minor numero di sconfitte:  Panathīnaïkos e  Olympiacos (4)
- Miglior attacco:  Panathīnaïkos (54 gol segnati)
- Miglior difesa:  PAOK (16 gol subiti)
- Miglior differenza reti:  Panathīnaïkos (+37)
- Maggior numero di pareggi:  Arīs Salonicco e  Paniōnios (10)
- Minor numero di pareggi:  Panthrakikos (3)
- Minor numero di vittorie:  Panthrakikos (3)
- Maggior numero di sconfitte:  Panthrakikos (24)
- Peggior attacco:  Panthrakikos (21 gol segnati)
- Peggior difesa:  Panthrakikos (62 gol subiti)
- Peggior differenza reti:  Panthrakikos (-41)

## Classifica marcatori
|  | Gol | Marcatore              | Squadra          |
|  | --- | ---------------------- | ---------------- |
|  | 23  | Djibril Cissé          | Panathīnaïkos    |
|  | 11  | Giōrgos Barkoglou      | Levadeiakos      |
|  | 11  | Javier Cámpora         | Arīs Salonicco   |
|  | 11  | Victoraș Iacob         | Īraklīs          |
|  | 10  | Benjamin Onwuachi      | Kavala           |
|  | 10  | Danijel Cesarec        | Asteras Tripolīs |
|  | 9   | Konstantinos Mitroglou | Olympiacos       |